# Albaredo d'Adige
Albaredo d'Adige (Albarè in veneto) è un comune italiano di 5 267 abitanti della provincia di Verona in Veneto.

## Geografia fisica
Albaredo è situato a circa 30 km a sud-est dal capoluogo di provincia. Il suo abitato si sviluppa alla sinistra del corso del fiume Adige e il suo territorio di 28,22 km² comprende oltre che al capoluogo altri tre importanti abitati: Presina, Michellorie e Coriano Veronese.
Le frazioni hanno diversi santi protettori: Santa Maria Assunta (Albaredo), Santi Filippo e Giacomo (Coriano), Santa Maria della Salute (Michellorie), Visitazione di Maria Santissima (Presina).

## Origini del nome
L'origine del nome di questo comune riconduce al latino arbor'" ("albero"), a sua volta dall'antico albarus o albulus (con riferimento ad un particolare tipo di pioppo); l'aggiunta del suffisso -etum indica abbondanza. Secondo altri l'origine del toponimo significa "luogo piantato ad alberi", con lo stesso suffisso di '"frutteto", "vigneto" ecc.
La specificazione "d'Adige" indica naturalmente la vicinanza del fiume ed è stata introdotta per differenziare questo luogo da altri.

## Storia

### Età antica
L'area in cui sorge Albaredo fu occupata anticamente dalle popolazioni degli Euganei e, dal VIII secolo a.C., dei Veneti, alla cui epoca risale una necropoli rinvenuta a nord del paese; con l'avanzare della potenza di Roma i Veneti ottennero la cittadinanza latina e divennero alleati dei romani. Quando Ottaviano Augusto, dopo la battaglia di Azio (31 a.C.), assegnò ai reduci terreni da bonificare e coltivare, Albaredo fu coinvolto nella colonizzazione.

### Medioevo
La rotta dell'Adige alla Cucca (19 ottobre 589) è tradizionalmente indicata come l'evento che portò una deviazione dell'Adige, che abbandonò l'antico alveo che passava per Pressana, Bevilacqua e Montagnana e prese il corso attuale.
Nel IX secolo (893) Albaredo era una semplice corte che Berengario donò alla contessa Gisla; nel 1035 il vescovo di Verona Giovanni acquistò dei beni presenti in alcune località circostanti (Coriano e Rivalta) e nel 1037 li donò al monastero benedettino dei santi Nazaro e Celso. Nel 1077 la corte, comprendente un castello e due chiese, era sotto il controllo della casa d'Este, ma nel 1100 fu venduta a Crescenzio, commerciante di Verona. Nel castello di Rivalta trovò rifugio nel 1090 l'imperatore Enrico IV, sceso in Italia per incontrare Matilde di Canossa.
La rocca di Rivalta fu distrutta negli scontri tra Guelfi e Ghibellini nel 1232 ma fu subito ricostruita dai signori di Albaredo, i Crescenzi; tale castello, insieme a quello di Albaredo, fu distrutto nuovamente da Ezzelino III da Romano nel 1234 durante la guerra contro gli Estensi.
In epoca scaligera Albaredo passò sotto la signoria veronese e fu direttamente dipendente dalla famiglia Della Scala, tanto da essere esentato da numerosi tributi come quello per la costruzione del Ponte di Castelvecchio all'epoca di Cangrande II insieme ai borghi di Cucca, Miega, Spessa, Rivalta e Cavalpone. Nel 1382 Antonio della Scala nominò comandante generale delle sue truppe Cortesia Serego, nobile vicentino, a cui donò in seguito Albaredo, Coriano e altre località vicine.
Quando il veronese passò sotto la giurisdizione dei Visconti, Gian Galeazzo Visconti si impossessò dei domini privati degli Scaligeri, tra cui Albaredo, che venne ceduto a Nicolò Bastiani, e Rivalta, che fu venduta a Iacopo Dal Castello. Il territorio di Albaredo fu in seguito toccato dalle manovre militari di Francesco da Carrara, signore di Padova che ambiva alla conquista di Verona ma che con le sue azioni suscitò l'irritazione della repubblica di Venezia, che lo attaccò e occupò Albaredo nel marzo del 1405.

### Età moderna

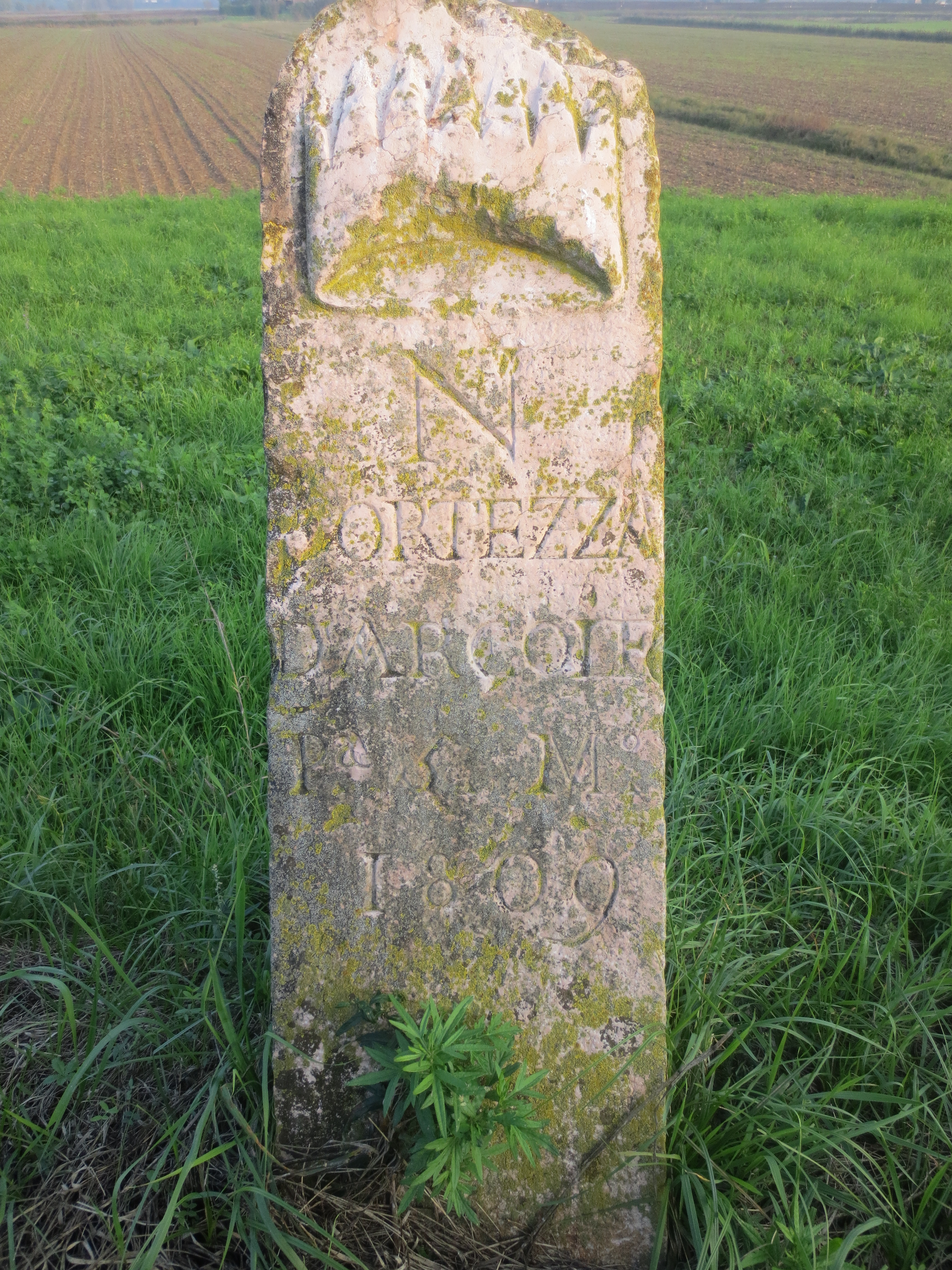
Cippo in memoria della battaglia di Arcole posto sull'argine dell'Alpone tra Albaredo e Arcole

Albaredo passò così sotto il dominio di Venezia insieme a tutto il Colognese (area comprendente i comuni di Cologna Veneta, Veronella, Pressana, Roveredo di Guà, Zimella e le relative frazioni) e anche in questo caso godette di privilegi speciali, tra cui l'esenzione da alcuni dazi e dall'obbligo di prestare servizio militare, venendo accorpato ai territori del Dogado. All'epoca il villaggio era amministrato da un vicario coadiuvato da una vicinia, che si riuniva inizialmente ora in una contrada, ora in un'altra; all'inizio del Trecento era stata costruita un'apposita struttura con portico per ospitare le riunioni del consiglio, che in seguito ebbe anche la funzione di dogana per le merci scaricate dall'Adige.
Durante la guerra della Lega di Cambrai il territorio tra Albaredo e Cologna fu ripetutamente investito dagli scontri tra Veneziani e Spagnoli, tanto che nel 1518, alla fine della guerra, il Colognese fu esentato da debiti e tributi come compenso dei danni arrecati dal passaggio delle truppe. Nel 1610 il Consiglio dei X veneto, contro il parere dei governatori di Cologna, concesse ad Albaredo di poter ospitare un mercato il venerdì con il privilegio dell'esenzione delle tasse per venditori e acquirenti; ancora oggi il mercato settimanale si tiene il venerdì.

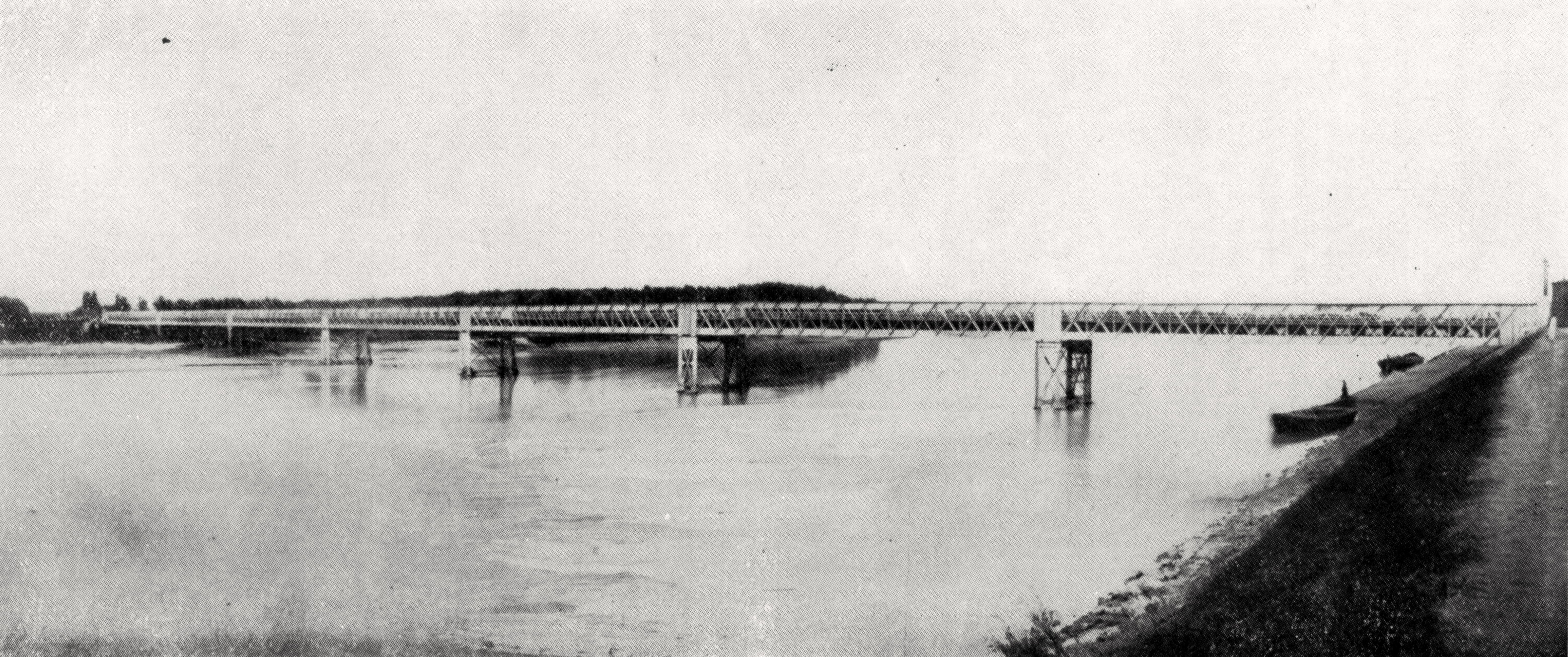
Il vecchio ponte di Albaredo, distrutto nel 1945

Nel 1796 Albaredo fu toccata dalle manovre militari delle truppe francesi e austriache impegnate nella battaglia di Arcole: i due eserciti non si combatterono mai nel territorio di Albaredo, che si trovava in aperta pianura, ma Napoleone preferì condurre le operazioni militari nella zona paludosa della Zerpa, collocata tra il fiume Adige e il torrente Alpone, in modo da compensare alla sua inferiorità numerica. Nonostante questo, alcune colonne militari al comando del generale Jean Joseph Guieu attraversarono l'Alpone poco a monte della confluenza con l'Adige, a nord di Albaredo, per raggiungere alle spalle i nemici accampati ad Arcole.
Dopo l'unità d'Italia, nel 1870, fu costruito un ponte in ferro tra le due sponde dell'Adige per collegare il paese con Ronco all'Adige; il transito era a pagamento e di sera il ponte veniva chiuso con un cancello. Nel 1897 una linea tranviaria a vapore sostituì un servizio di diligenza sul tratto da Verona a Coriano, passando per Zevio; questa ferrovia fu soppressa nel 1927 e per tutto l'arco della sua vita fu affetta da numerosi malfunzionamenti e fermi improvvisi, che obbligavano il conducente e i passeggeri a chiedere in prestito animali da soma per il traino del mezzo fino a Verona. Per questo motivo il tram fu soprannominato el masenin ("il macinino").

### Età contemporanea
Durante la prima guerra mondiale il paese ospitò le truppe italiane in ritirata dopo la disfatta di Caporetto e, successivamente, quelle francesi e inglesi. I caduti albaretani nel conflitto furono commemorati con una lapide posta su un edificio nel centro del paese, all'incrocio delle attuali corso Umberto I, via Roma e via Marconi, e fu inaugurato il 9 ottobre 1921; venne spostato vicino alla chiesa dopo la seconda guerra mondiale. Un secondo monumento formato da una croce con piedistallo fu installato nel cimitero.
Il paese fu coinvolto nelle lotte sindacali del dopoguerra: nel maggio 1920 alcuni cittadini, su incitamento dei gruppi socialisti locali, assalirono nel giorno del mercato tre sacerdoti e i quattro carabinieri che erano intervenuti per difenderli; i tafferugli si conclusero con l'intervento di una squadra di carabinieri di rinforzo e la fuga dei più facinorosi.
Nel Ventennio Albaredo si arricchì di una colonia elioterapica in riva all'Adige, presso la località Teiolo, e di una casa del Fascio; furono sistemate le scuole, le strade e gli impianti fognari ed elettrici.

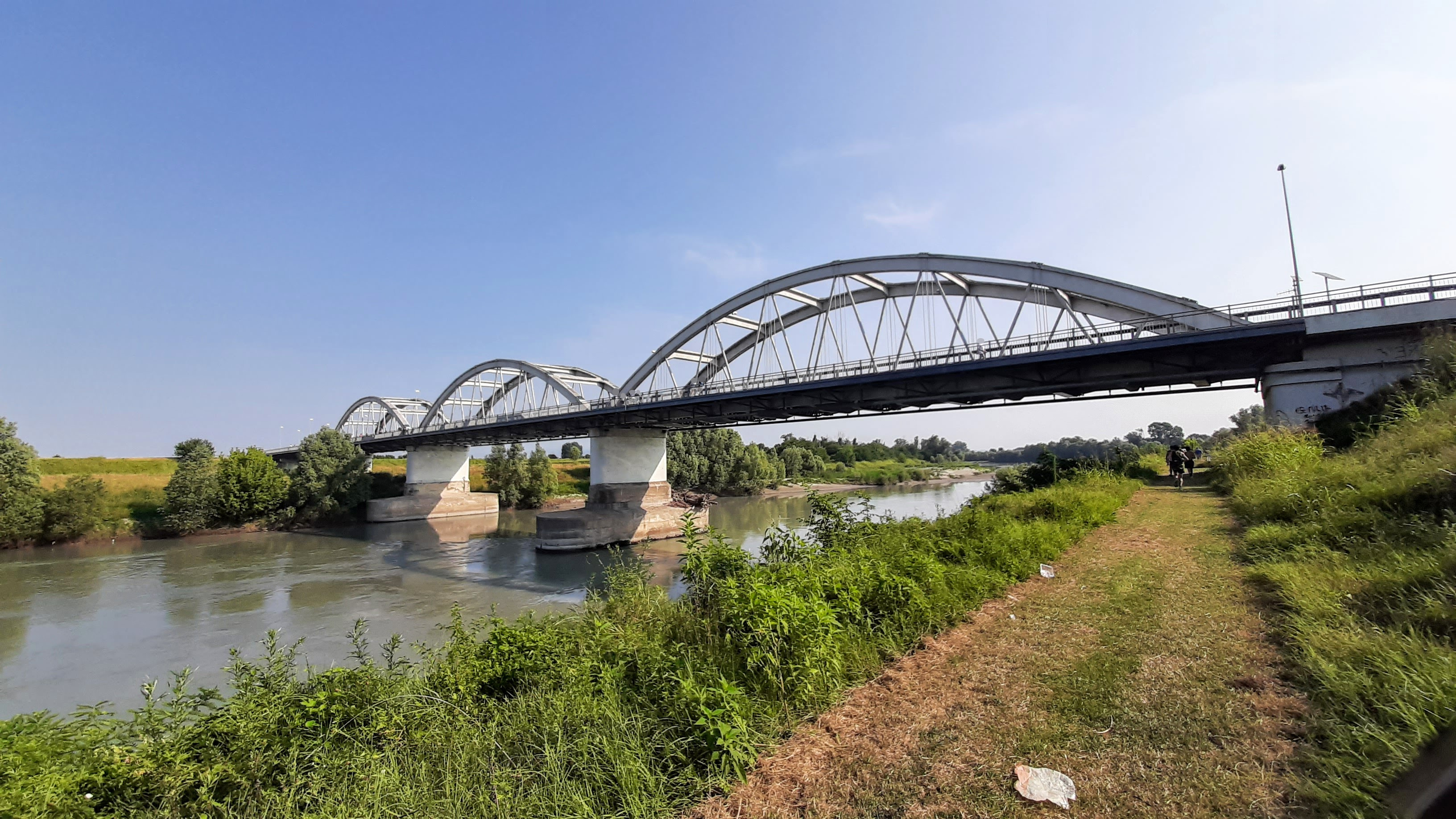
Il ponte sull'Adige

Nel 1943, durante la seconda guerra mondiale, Albaredo fu occupata dalla truppe tedesche: il paese, infatti, aveva una grande funzione strategica grazie al suo ponte che permetteva il passaggio dei convogli militari; gli occupanti installarono delle mitragliatrici sull'argine dell'Adige per proteggere il ponte dagli attacchi degli Alleati. Il 23 aprile 1945 gli aerei anglo-americani riuscirono a raggiungere il paese, che fu bombardato a diverse ondate dalle 10 alle 14 provocando la distruzione del ponte e una decina di vittime tra i civili. prima di ritirarsi, i soldati tedeschi compirono atti di violenza nei confronti della popolazione.
Nel dopoguerra il ponte fu ricostruito in cemento armato e fu inaugurato nel 1949. Negli anni del boom economico sorsero nel paese svariate industrie, per lo più di laterizi, e venne bonificata l'area paludosa della Zerpa.
Dagli anni 1980 ad Albaredo si discusse sulla costruzione del Museo dell'Adige, museo che è stato inaugurato nel 2010 con sede nell'ex casa del Fascio, in piazza Aldo Moro. Vi sono esposte ceramiche medioevali raccolte sul letto dell'Adige.

### Simboli
Lo stemma e il gonfalone sono stati concessi con decreto del presidente della Repubblica del 25 giugno 1952.
Lo stemma di Albaredo d'Adige presenta tre alberi di pioppo su un prato verde, con un cielo azzurro sullo sfondo.
Il gonfalone è un drappo di azzurro.

## Monumenti e luoghi d'interesse

### Architetture religiose
Chiesa di Santa Maria Assunta

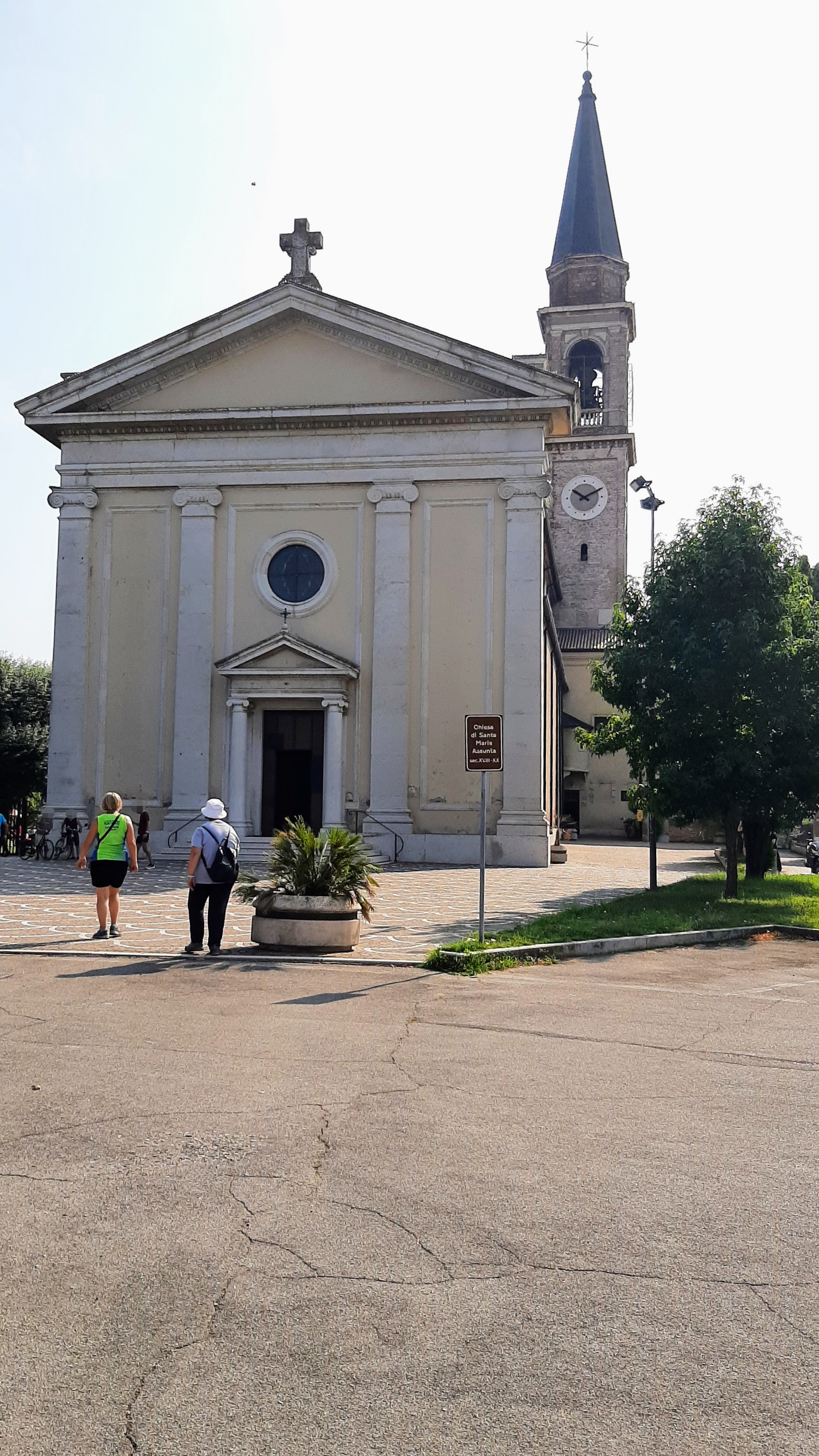
Facciata della chiesa parrocchiale di Santa Maria Assunta.

In un documento del 1192 è citata un'ecclesia Sanctae Mariae apud Albaredum. Parroco di tale pieve fu, all'inizio del XVI secolo, Giacomo Cocco, che divenne in seguito arcivescovo di Corfù. La chiesa antica, ristrutturata nel 1456, fu ricostruita nel 1736 e fu ristrutturata e prolungata nel 1927 con l'attuale facciata neoclassica. Contiene quattro pale d'altare e una Natività di Gesù di Francesco Montemezzano provenienti dalla vecchia chiesa. Inoltre è presente un organo del 1740 circa collocato alle spalle dell'altare maggiore. Il campanile, di cui si ha la prima notizia nel 1571, è stato completato alla fine dell'Ottocento. Di notevole fascino e bellezza acustica il concerto di 6 campane in tonalità REb3 calante. Fuso nell'anno 1844 da Francesco e Luigi Cavadini di Verona, viene considerato da molti esperti uno dei migliori concerti di campane della Bassa veronese. La maggiore pesa 1267,5 kg.
La canonica attuale, invece, risale al 1767.
Oratorio di San Pietro
L'oratorio, collocato nell'attuale via Marconi, fu edificato sulle rovine di una chiesa più antica attorno al 1500. Nel 1571 fu restaurato e vi fu collocata una campana proveniente dal campanile della parrocchiale; fu quindi assegnato alla confraternita dei Disciplinati, che nel 1706 vi costruirono un altare dedicato ai Santi Pietro e Paolo. Tale confraternita era un'istituzione formata da laici che si occupava di opere di beneficenza e di assistenza spirituale; i Disciplinati di Albaredo si rifacevano ai precetti di san Carlo Borromeo. La confraternita fu soppressa nel 1806 e i suoi beni furono confiscati dal governo del regno napoleonico d'Italia. Dopo un periodo di abbandono fu restaurato nel 1833, ma al giorno d'oggi non è più utilizzato.
Parrocchiale di Coriano

Chiesa parrocchiale di Coriano (sec. XVIII)

La prima pieve di Coriano è citata nel 1037, quando era feudo monastico dell'abbazia dei Santi Nazaro e Celso; restò alle dipendenze dei monaci fino al 1771, quando passò sotto la giurisdizione di un nobile veneziano che non ne curò la manutenzione, tanto che intorno al 1790 la chiesa era diroccata. Fu quindi demolita e, visto che i nobili Sarego, proprietari della zona, non concessero il permesso per la costruzione di una nuova chiesa, il parroco si trasferì nella vicina località di Michellorie, suscitando il malcontento degli abitanti di Coriano. I feudatari tornarono sui propri passi e concessero la costruzione di un nuovo edificio, che fu intitolato, come il precedente, ai santi Filippo e Giacomo. Contiene una pala raffigurante i santi titolari attribuita ad Antonio Bellucci.
Oratorio di via Teiolo
L'oratorio, intotolato a Sant'Antonio da Padova, fu edificato nel 1906 ed è di proprietà privata. Sorge nelle vicinanze di un più antico oratorio secentesco, ora scomparso.
Oratorio della Motta
Sin dalla fine del Quattrocento era presente in località Rivalta una cappella dedicata a San Raffaele Arcangelo. L'oratorio fu più volte ricostruito fino alla forma attuale, che costituisce un corpo unico con l'adiacente villa passata dalla famiglia Pindemonte alla famiglia Malaspina nell'Ottocento, e quindi alla famiglia Pellegrini e, in tempi recenti, alla famiglia Novello. La cappella è collocata a ridosso dell'argine dell'Adige e sulla facciata presenta due statue in tufo di San Francesco da Paola e San Giovanni Nepomuceno.
Oratorio del Colombaron

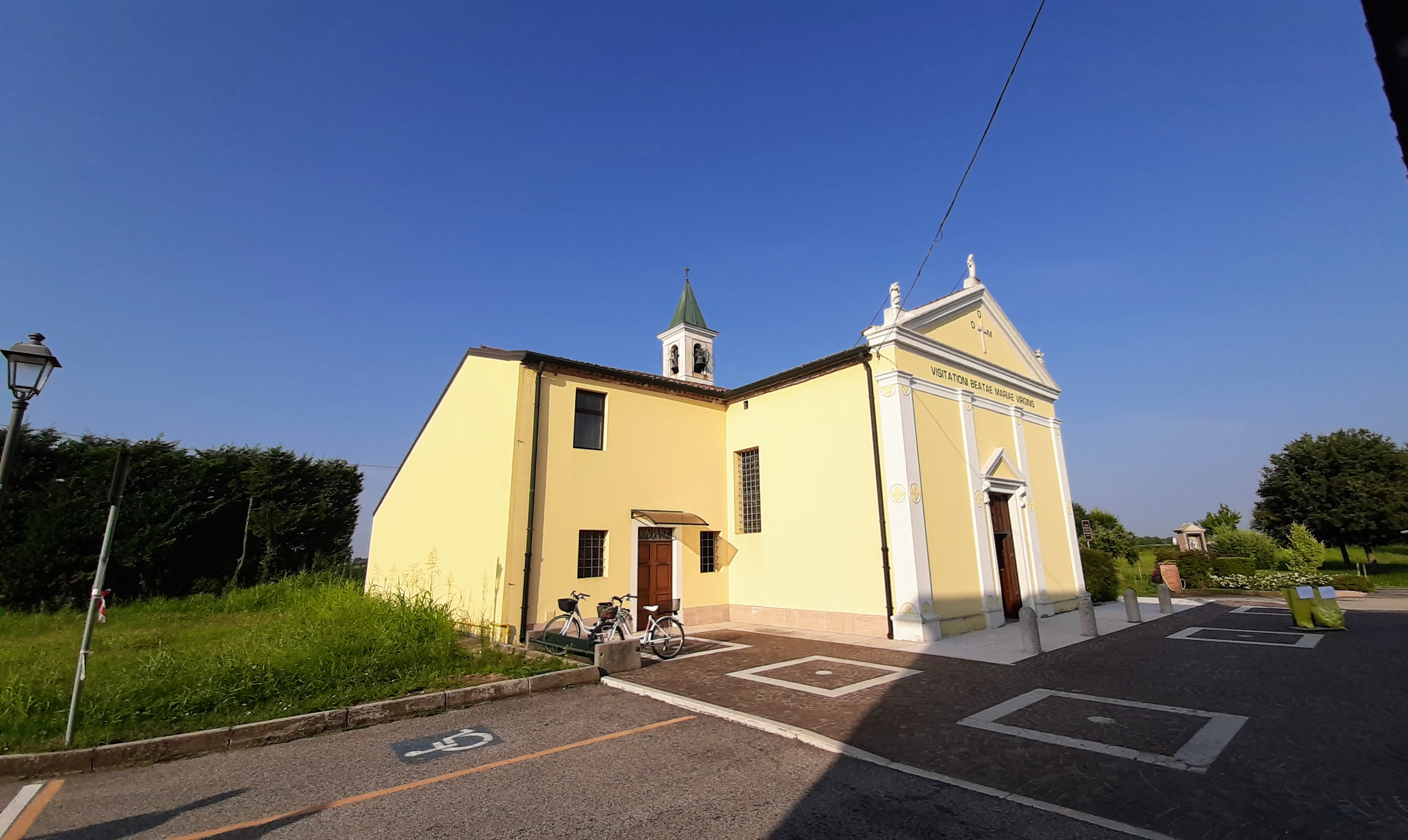
Chiesa parrocchiale di Presina

La chiesa è intitolata a santa Caterina vergine e martire e si trova in località Rivalta. Non si conosce l'epoca della sua costruzione ma si sa che nel Settecento era di giurisdizione della nobile famiglia Malipiero.
Parrocchiale di Presina
Secondo la tradizione la chiesa fu eretta sul luogo in cui un'immagine sacra della Beata Vergine dei Miracoli era stata dipinta sul muro di una casa; l'immagine iniziò a essere venerata dagli abitanti del luogo e nel 1683 i feudatari del luogo, i Malipiero, fecero costruire l'edificio presente tuttora. I fratelli Giacomo e Marino Malipiero furono tumulati nella chiesa nel 1717 e 1718 in due sepolcri, uno dei quali è visibile ancora oggi. Oggi la chiesa è intitolata alla Visitazione di Maria. Tra il 1936 e il 1940 vi fu parroco il venerabile Monsignor Luigi Bosio.
Oratorio di Modon
L'oratorio, molto semplice, fu costruito intorno al 1860 per volontà testamentaria di un benefattore. I fabbriceri dell'epoca cercarono di opporsi alla sua costruzione, chiedendo che il denaro andasse devoluto per opere di bene nel paese, ma gli eredi costruirono ugualmente l'oratorio, dedicato alla Maternità di Maria.
Chiesa di Santa Lucia

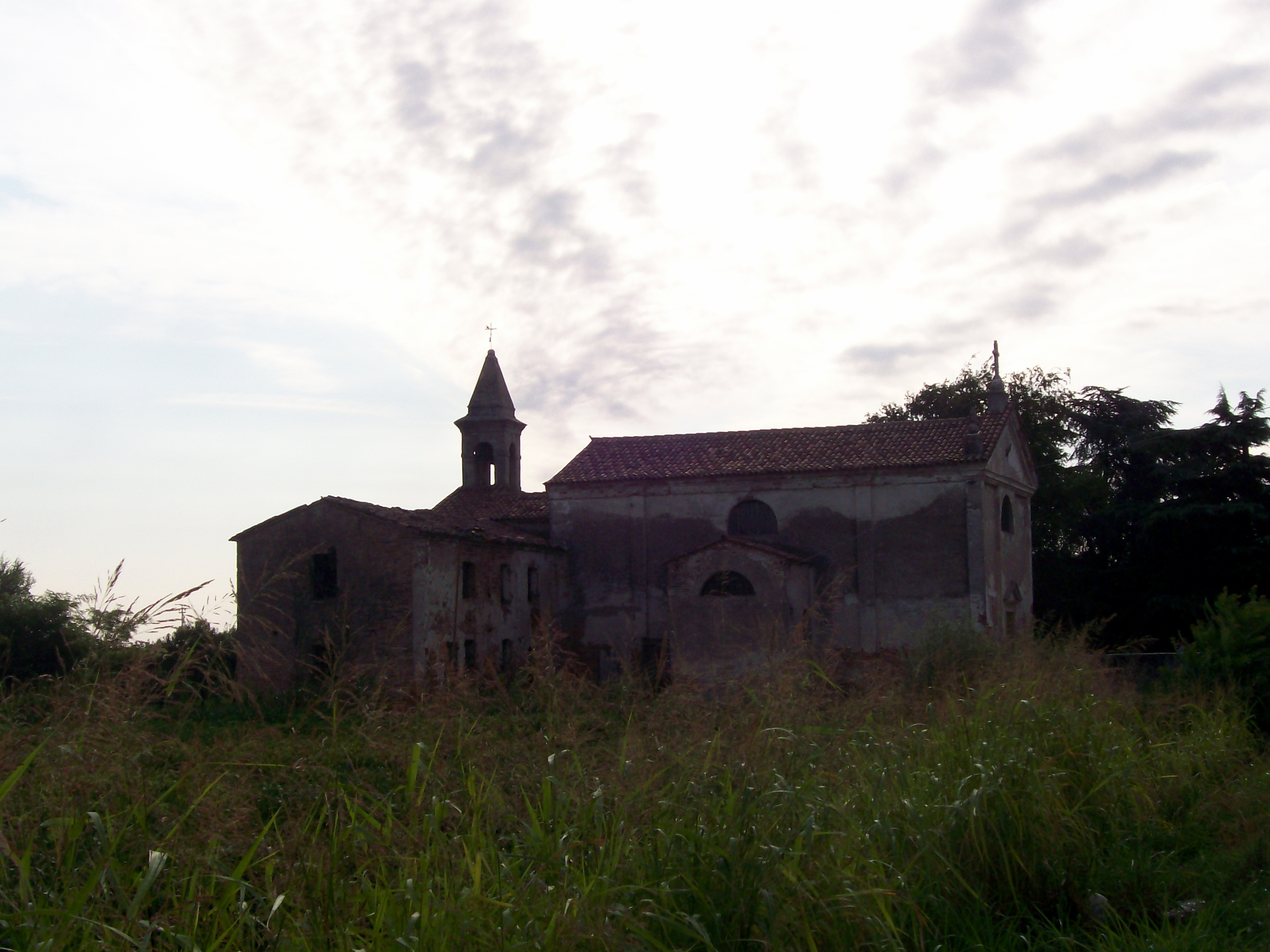
Chiesetta di Santa Lucia in località Ca' del Sette (XIV secolo)

Probabilmente la chiesa, intitolata a santa Lucia e collocata nella contrada Ca' del Sette, fu eretta su volontà di Lucia della Scala, sorella di Antonio della Scala che nel 1382 andò in sposa a Cortesia Sarego; l'oratorio passò poi alla famiglia Cavanis nel Cinquecento. Il conte Jacopo Cavanis fece restaurare la chiesa nel 1690. L'edificio è separato dalla strada da un cortile recintato; al suo interno sono conservate una statua in tufo di Santa Lucia e una statua in legno della Madonna con Bambino del Quattrocento. Nella chiesa sono presenti anche le tombe di alcuni Cavanis e altre pietre sepolcrali. Ad oggi viene utilizzata solo in alcune occasioni.
Oratorio di San Tomio
L'oratorio, intitolato a san Tommaso, detto anche san Tomio, era la chiesa privata dei monaci che risiedevano nel vicino monastero. Non si sa quando sia stato costruito ma nella sagrestia è conservato un tabernacolo ligneo del Duecento, età a cui potrebbe risalire l'edificio.
Oratorio di Beccacivetta

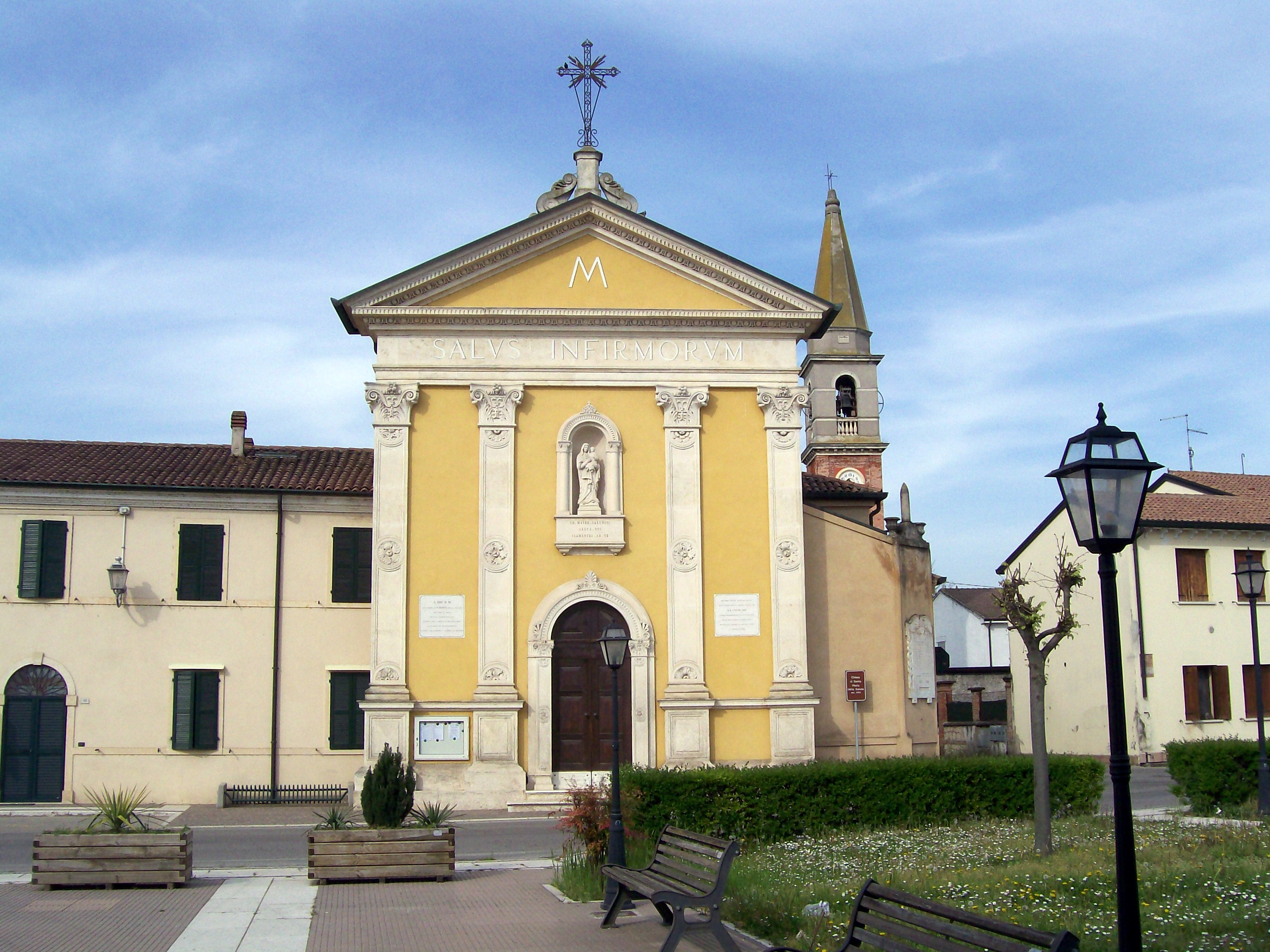
Chiesa parrocchiale di Michellorie

La cappella, attigua alla villa, fu costruita nel 1736 dal conte Antonio Sarego ed è dedicata alla Beata Vergine del Consiglio. È di forma esagonale e contiene un dipinto di Agostino Ugolini. Al giorno d'oggi è in abbandono ed è stata bersaglio di tentativi di spoliazione.
Parrocchiale di Michellorie
Una prima chiesa fu costruita su un antico oratorio dei conti Sambonifacio risalente al XIV secolo. L'edificio, di proprietà privata fino alla fine del Settecento, fu donato alla comunità nel 1798 quando, dopo il temporaneo trasferimento del parroco da Coriano a Michellorie, quest'ultima fu resa parrocchia indipendente da Coriano e intitolata alla Madonna della Salute. La chiesa venne quindi ampliata, ma alla fine dell'Ottocento fu necessario ingrandirla ulteriormente. Contiene una pala raffigurante Maria Bambina con i santi Gioacchino ed Anna dipinta da Saverio Dalla Rosa.

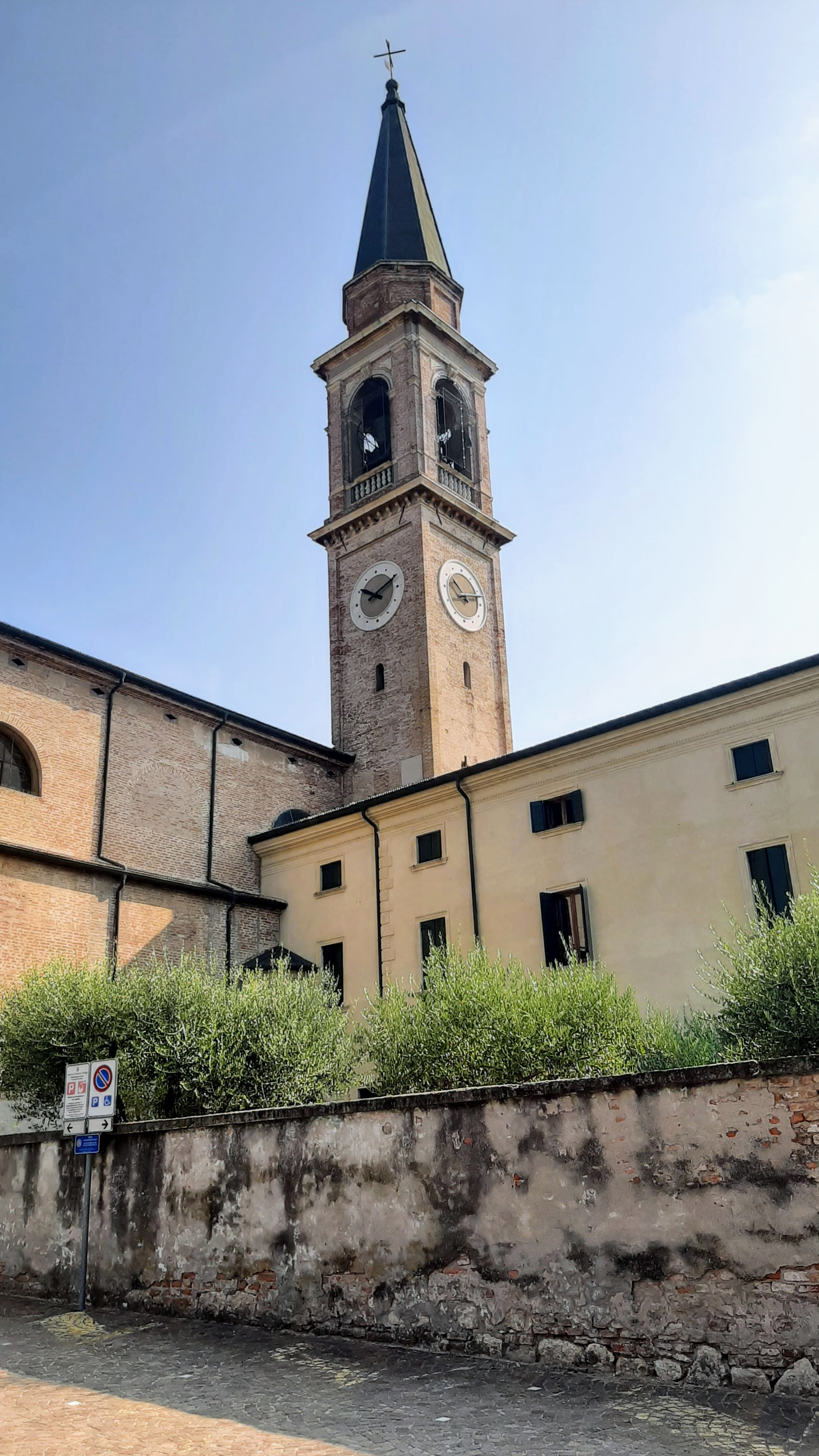
Campanile della chiesa parrocchiale di Santa Maria Assunta in Albaredo d'Adige.
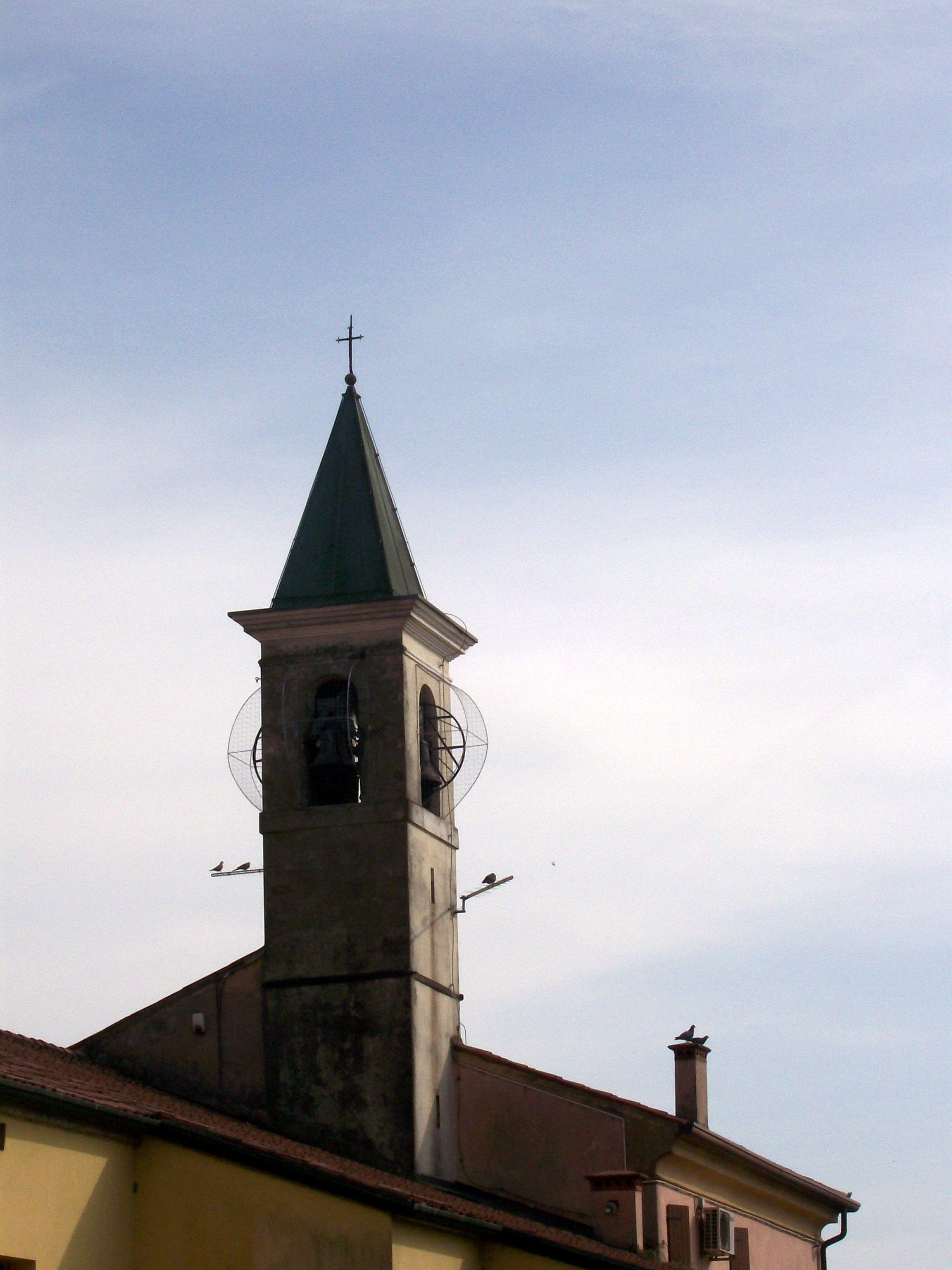
Campanile della chiesa parrocchiale di Presina.
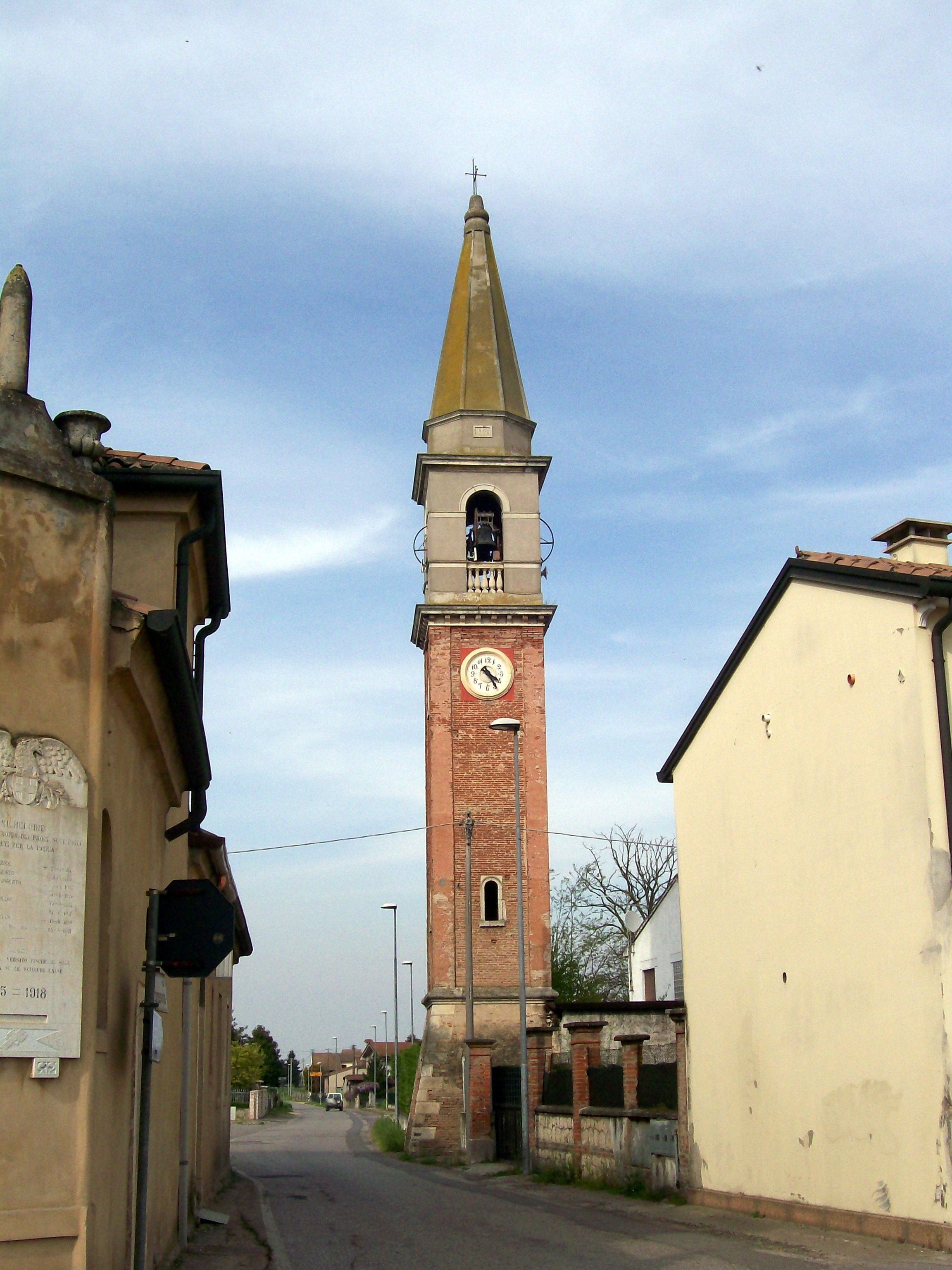
Campanile della chiesa parrocchiale di Michellorie.
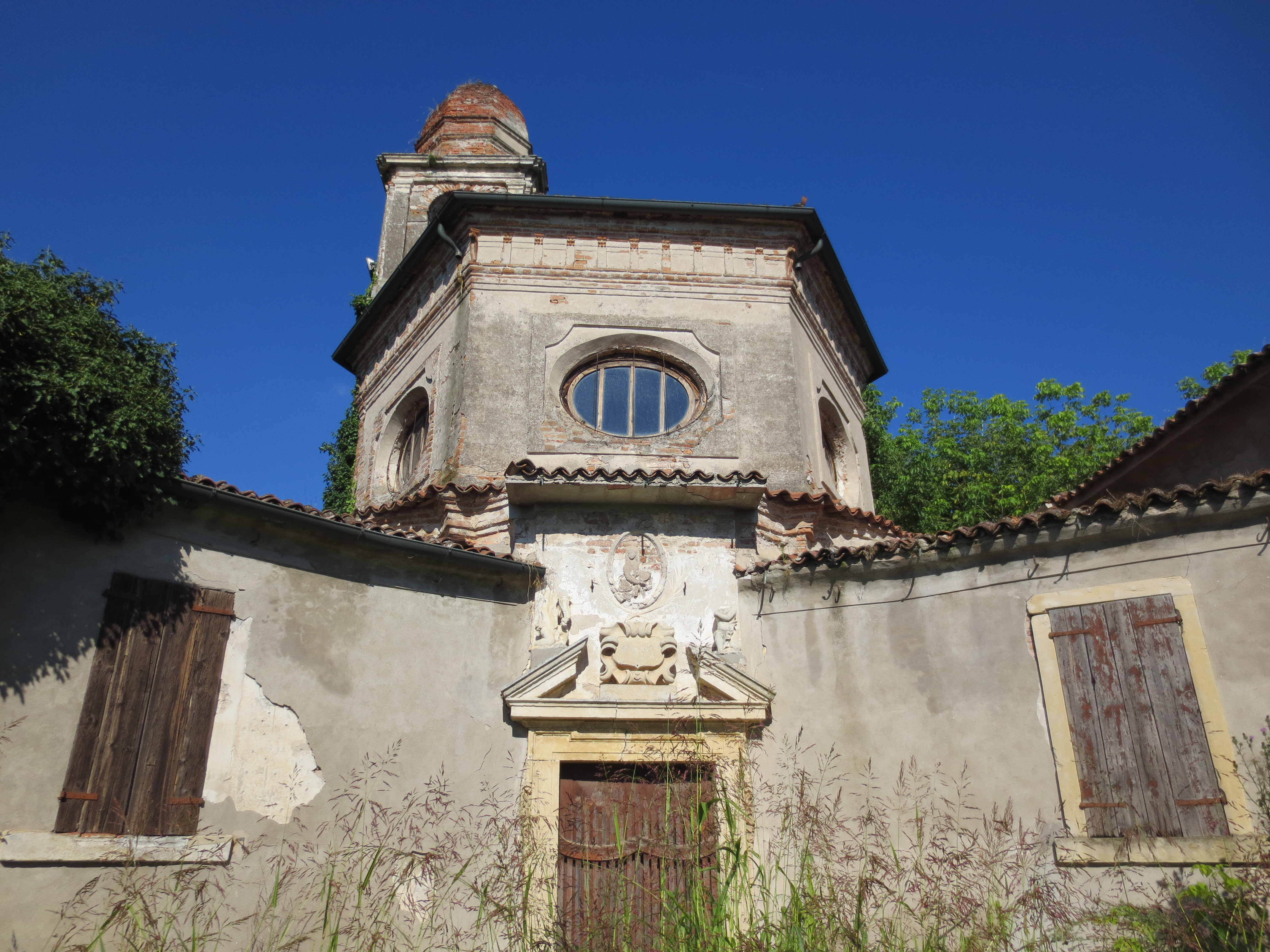
Oratorio di Beccacivetta.

### Architetture civili
Villa Perosini Fontana

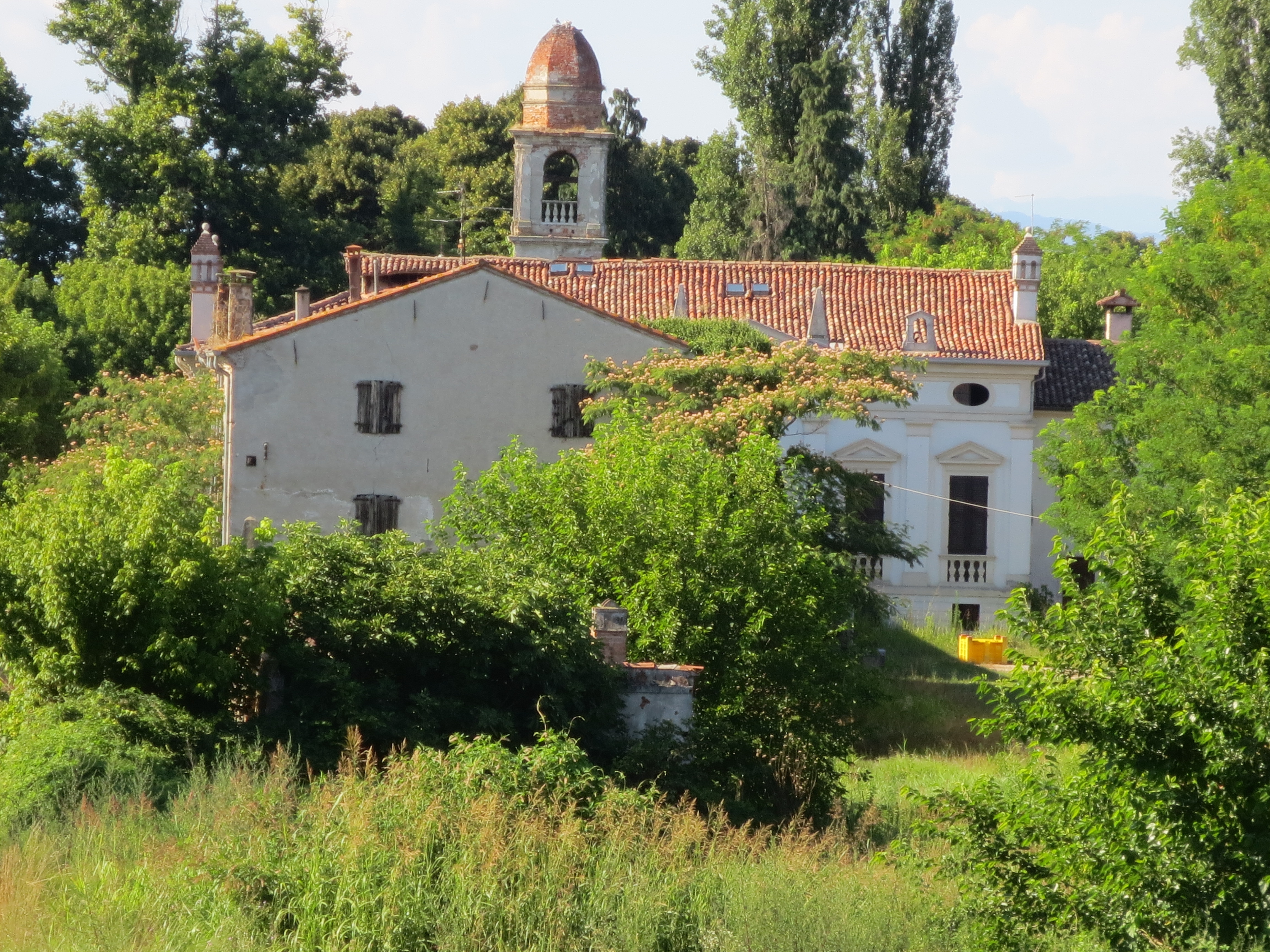
Villa Serego Rinaldi vista dall'argine dell'Adige

La villa, che si trova nel centro del paese, risale al Seicento. La facciata, rivolta verso nord e preceduta da un giardino, è sormontata da un timpano triangolare; il lato meridionale invece è stato restaurato con linee tardo-neoclassiche.
Villa Serego Rinaldi
La villa si trova in località Beccacivetta, luogo abitato sin dall'età del bronzo. Il complesso è citato già nel 1031 come parte della Corte Regia di Coriano; nel 1382 fa parte dei beni che furono donati da Antonio della Scala al generale Cortesia Serego. Nel 1569 il conte Federico Serego commissionò ad Andrea Palladio un progetto per la villa, ma l'edificio fu in seguito rimaneggiato a più riprese e ora, del progetto originale, rimangono forse solo i muri portanti. La facciata presenta un portale con arco a tutto sesto preceduto da una scalinata e affiancato da finestroni decorati con timpani; il tutto è sormontato da un grande frontone triangolare con obelischi ai lati. Nella vicina Corte Ricca nel 1968 sono stati ritrovati degli affreschi raffiguranti la vita in campagna nel Cinquecento. Gli affreschi sono stati staccati dalle pareti nel 1971.
Villa Colombaron

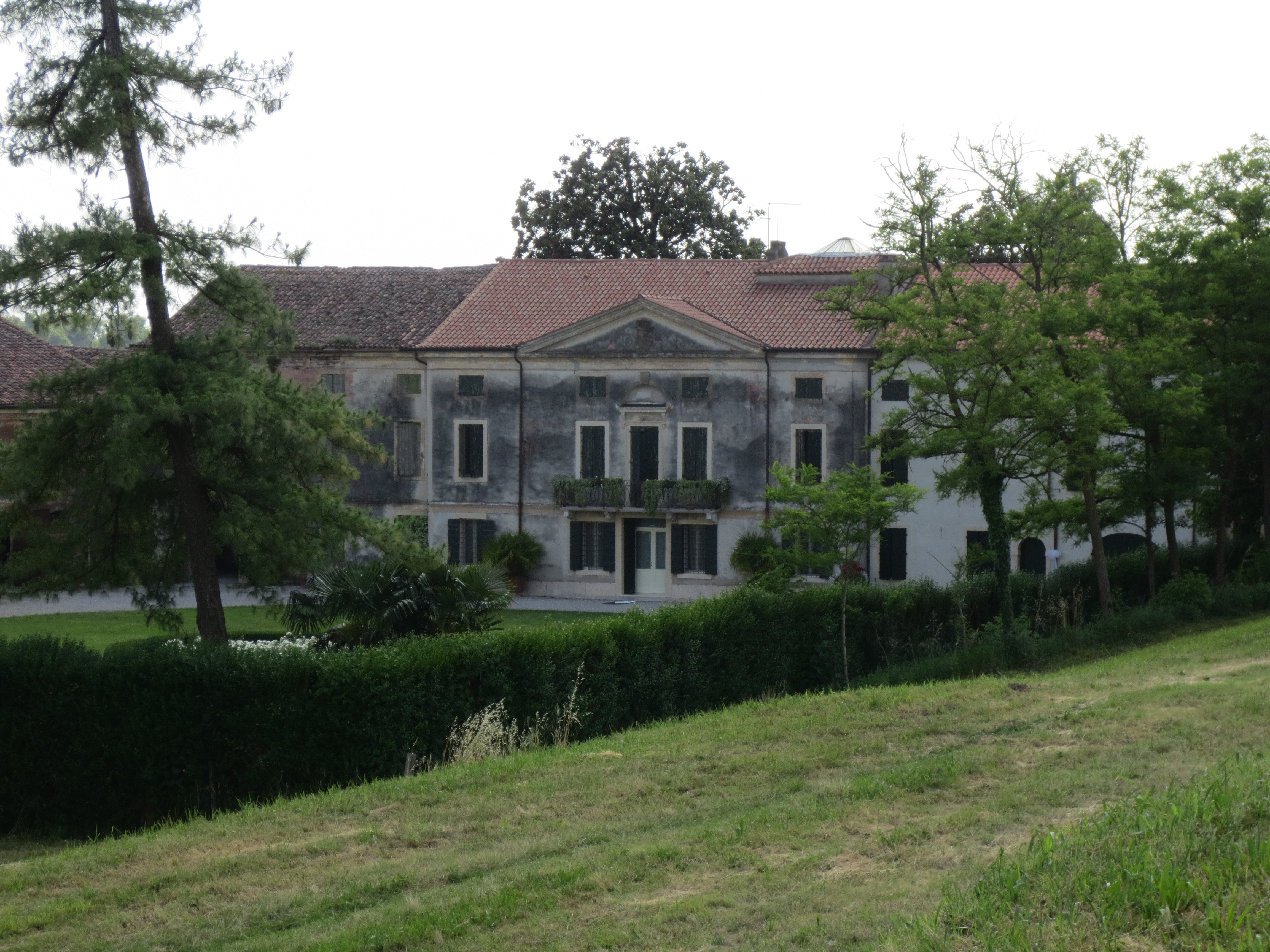
Villa Malaspina, in località Motta, con l'annesso oratorio di San Raffaele

Il palazzo, che sorge nelle vicinanze dell'antica rocca di Rivalta distrutta da Ezzelino da Romano, si trovava in un punto strategico adiacente al corso dell'Adige che in quel punto aveva un guado. Fu acquistato da Cortesia Serego nel 1492, quindi passò ai Malipiero nel 1579; fu più volte restaurato ed ampliato con la costruzione secentesca che sorge di fianco al nucleo più antico, che aveva funzione difensiva. Oggi è in stato di abbandono.
Palazzo della cultura
Costruito negli anni Trenta in stile razionalista come casa del fascio, fu convertito in un cinema negli anni Sessanta e successivamente ospitò il municipio. È stato restaurato di recente e oggi al suo interno sono presenti il teatro comunale, la biblioteca, un'aula studio e altri servizi. Nell'antistante piazza Aldo Moro, nel 2020, è stato posto un vecchio locomotore utilizzato nelle fornaci della zona durante gli anni del boom economico.
Villa Brena (Ca' dell'Acqua)
Progettata all'inizio del '900 in uno stile ispirato alle ville venete settecentesche, è opera dell'architetto veronese Cesare Benciolini (1894-1977), e si trova in località Bernardine, tra le frazioni di Michellorie e Coriano.

## Società

### Evoluzione demografica
Abitanti censiti

## Cultura

### Eventi
- Sagra di Presina. In giugno. Festa tradizionale nella frazione di Presina con cucina tradizionale, luna park e zona di ballo.
- Sagra di San Rocco. La festa ha origine nel 1816 come fiera agricola da tenersi in luglio, ma al giorno d'oggi ha luogo in agosto.[77] Festa tradizionale del capoluogo con luna park, stand gastronomico e zona di ballo. L'ultimo giorno (tradizionalmente la sagra finisce il martedì) si svolge uno spettacolo pirotecnico famoso in tutta la zona, con fuochi anche sull'acqua dell'Adige.
- Sagra dei Fioi. In luglio. Festa tradizionale della frazione di Michellorie con cucina tradizionale, zona ballo e attrazioni per i bambini.
- Festa della polenta. In settembre. Festa del capoluogo con cucina tradizionale e zona ballo.
- Festa di Santa Rita. In contrada Valle ogni anno nei giorni vicino al 22 maggio.

## Economia
Per secoli, prima dell'avvento del trasporto su gomma, Albaredo rappresentò un centro di primaria importanza per il commercio fluviale lungo il fiume Adige: esso infatti permetteva in modo agevole e veloce lo scambio delle merci tra Venezia, e quindi il Medio Oriente, e il centro Europa, senza dimenticare i prodotti del territorio veronese attraversato dal fiume. Di grande importanza per l'economia del paese era l'estrazione di ghiaia dal letto del fiume, che veniva trasportata lungo l'Adige sulle caratteristiche imbarcazioni chiamate burchi.
Oggi Albaredo ha una economia prevalentemente agricola con numerosi allevamenti di bestiame. Fa parte della zona di produzione del vino Arcole DOC. Abbastanza rilevante la produzione di mele e fragole.

## Infrastrutture e trasporti

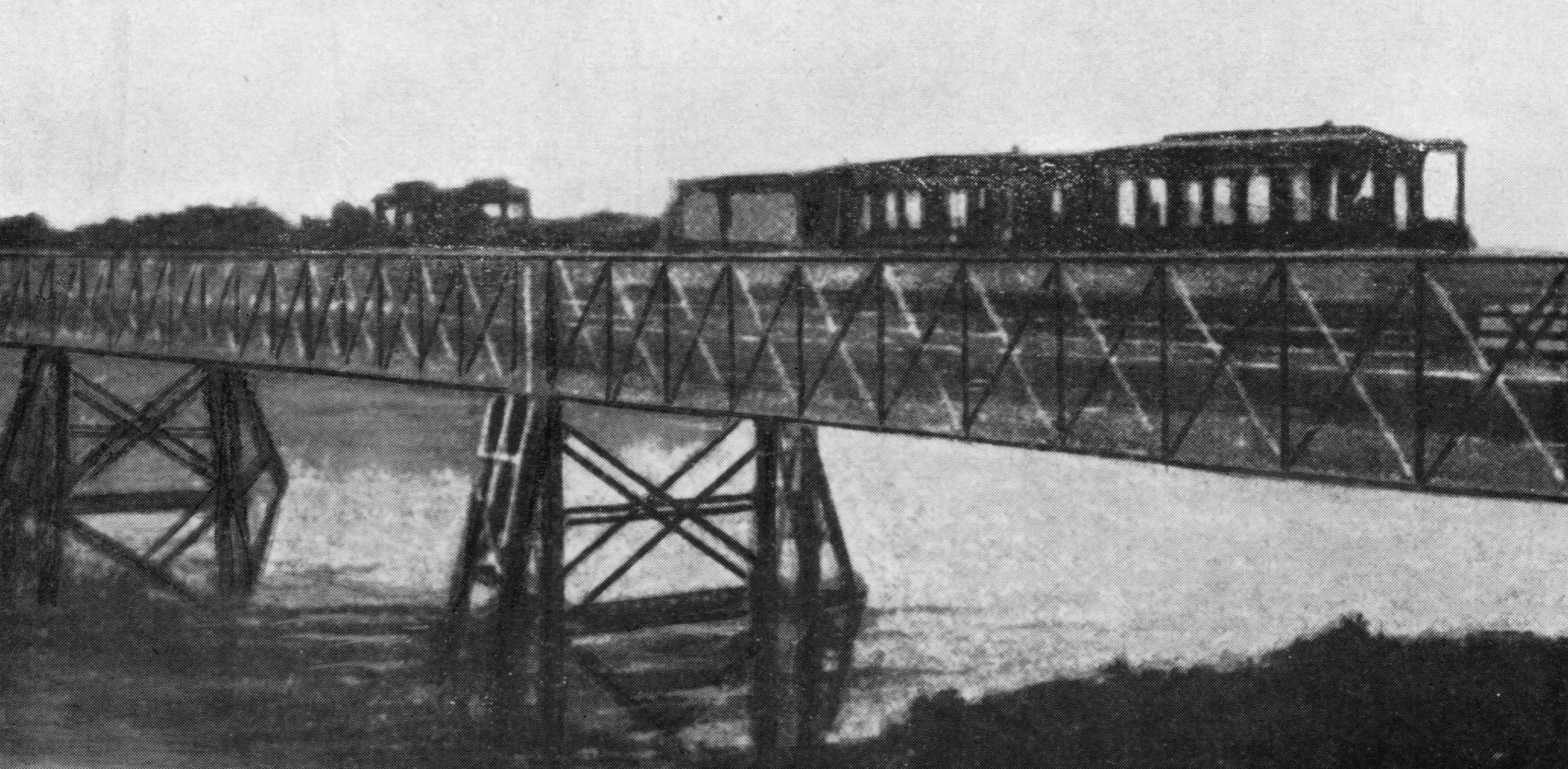
Il tram a vapore durante l'attraversamento del vecchio ponte

Ad Albaredo d'Adige era presente l'originario capolinea della tranvia Verona-Albaredo-Coriano, in servizio solo fra il 1898 e il 1925, che nel 1903 fu prolungata fino alla frazione di Coriano.
Proprio ad Albaredo, grazie alla presenza dei binari tranviari, si tentò di promuovere un porto fluviale, raccordato con la tranvia, che avrebbe dovuto costituire lo sbocco a mare di Verona. Nonostante gli sforzi profusi, che comportarono fra l'altro un viaggio dimostrativo con il rimorchiatore Pino Paleocapa da Venezia, e la richiesta di istituire un vero e proprio servizio di navigazione che si mostrava più economico rispetto all'utilizzo della parallela ferrovia, il progetto non ebbe tuttavia il successo commerciale auspiacato.
L'attuale ponte sul fiume Adige fu costruito tra il 1948 e il 1949 dopo la distruzione, alla fine della seconda guerra mondiale, del vecchio ponte in ferro. Si tratta di una costruzione in calcestruzzo armato lunga complessivamente 230 metri, che presenta sei campate, tre delle quali, quelle centrali, sono lunghe 53 metri ciascuna. Il ponte è stato integralmente ristrutturato tra il 2001 e il 2003.

## Amministrazione
| Periodo        | Periodo        | Primo cittadino         | Partito                                       | Carica                  | Note          |
| -------------- | -------------- | ----------------------- | --------------------------------------------- | ----------------------- | ------------- |
| maggio 1985    | luglio 1990    | Luigina Spillari Giusti | Democrazia Cristiana                          | Sindaco                 | [ 82 ]        |
| maggio 1990    | marzo 1994     | Erminio Guzzo           | Democrazia Cristiana                          | Sindaco                 | Dimissionario |
| marzo 1994     | aprile 1995    | Luigi Battaglia         | Lista Civica                                  | Sindaco                 | [ 84 ]        |
| aprile 1995    | gennaio 1999   | Luigi Battaglia         | Partito Popolare Italiano                     | Sindaco                 | [ 85 ]        |
| febbraio 1999  | giugno 1999    | Lucio Parente           |                                               | Commissario Prefettizio | [ 86 ] [ 87 ] |
| giugno 1999    | ottobre 1999   | Beniamino Pasqualini    | Lega Nord - Lista civica                      | Sindaco                 | [ 88 ]        |
| ottobre 1999   | aprile 2000    | Arnaldo Anselmi         |                                               | Commissario Prefettizio | [ 89 ] [ 90 ] |
| aprile 2000    | novembre 2002  | Beniamino Pasqualini    | Lista civica di centro-destra                 | Sindaco                 | [ 91 ]        |
| novembre 2002  | maggio 2003    | Maria Rosa Machinè      |                                               | Commissario Prefettizio | [ 92 ] [ 93 ] |
| maggio 2003    | aprile 2008    | Claudio Costanzo Ruta   | Lista civica "Per Albaredo"                   | Sindaco                 | [ 94 ]        |
| aprile 2008    | maggio 2013    | Paolo Silvio Menegazzi  | Lega Nord                                     | Sindaco                 | [ 95 ]        |
| maggio 2013    | settembre 2014 | Arrigo Conti            | Lista civica "Per Albaredo"                   | Sindaco                 | [ 96 ]        |
| settembre 2014 | maggio 2015    | Alberto Lorusso         |                                               | Commissario prefettizio | [ 97 ]        |
| maggio 2015    | settembre 2020 | Giovanni Ruta           | Lista civica "Uniti per Fare"                 | Sindaco                 | [ 98 ]        |
| settembre 2020 | in carica      | Giovanni Ruta           | FdI, eletto con lista civica "Uniti per Fare" | Sindaco                 | [ 99 ]        |

Il comune fa parte del movimento patto dei sindaci

## Sport

### Calcio
La principale squadra di calcio della città è l'A.S.C.D. Albaredo Calcio che milita nel girone D veneto di 2ª Categoria.